# 3189 Penza
A 3189 Penza (ideiglenes jelöléssel 1978 RF6) a Naprendszer kisbolygóövében található aszteroida. Nyikolaj Sztyepanovics Csernih fedezte fel 1978. szeptember 13-án.